# Pięć Jezior Fudżi
Pięć Jezior Fudżi (jap. 富士五湖 Fuji-goko) – pięć jezior: Yamanaka, Kawaguchi, Sai, Shōji, Motosu, leżących u podnóża północnego zbocza góry Fudżi, w Japonii, w prefekturze Yamanashi. Cały ten obszar należy do Parku Narodowego Fudżi-Hakone-Izu. 

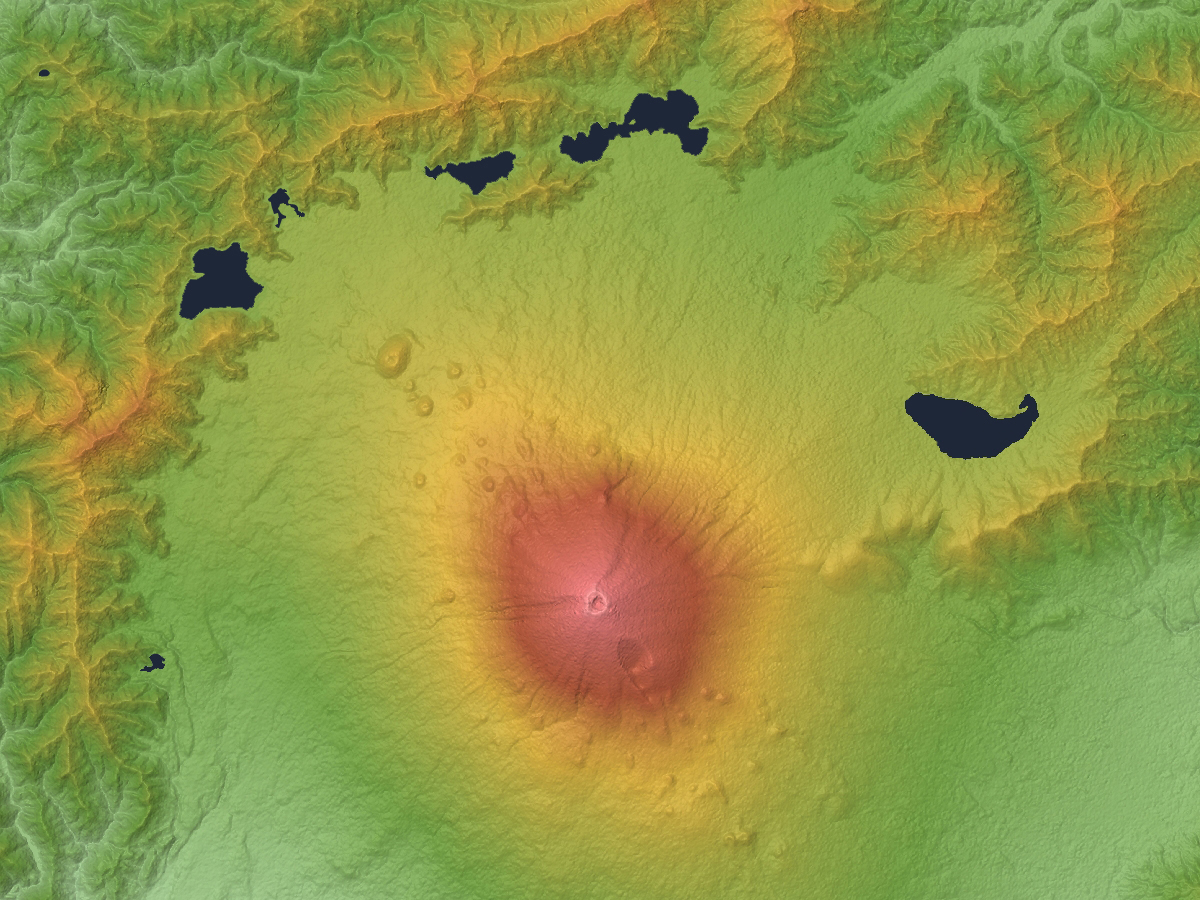
Góra Fudżi i Pięć Jezior Fudżi, od prawej (od wschodu ku zachodowi): Yamanaka, Kawaguchi, Sai, Shōji, Motosu

Jeziora zostały sformowane setki lat temu przez lawę, która zablokowała rzeki w trakcie kilku erupcji. Trzy z nich: Sai, Shōji i Motosu, są połączone ze sobą podwodnymi kanałami i utrzymują ten sam poziom wody, 900 m ponad poziom morza. 

## Jezioro Yamanaka
Yamanaka jest największym, ale drugim po Kawaguchi najlepiej rozwiniętym turystycznie: campingi, hotele, kwatery itp. Świetne widoki ogromu wulkanu Fudżi zwłaszcza od strony północnego brzegu. Jezioro jest popularne wśród wielbicieli sportów wodnych i wędkarstwa. Wokół jeziora jest kilka onsenów. 

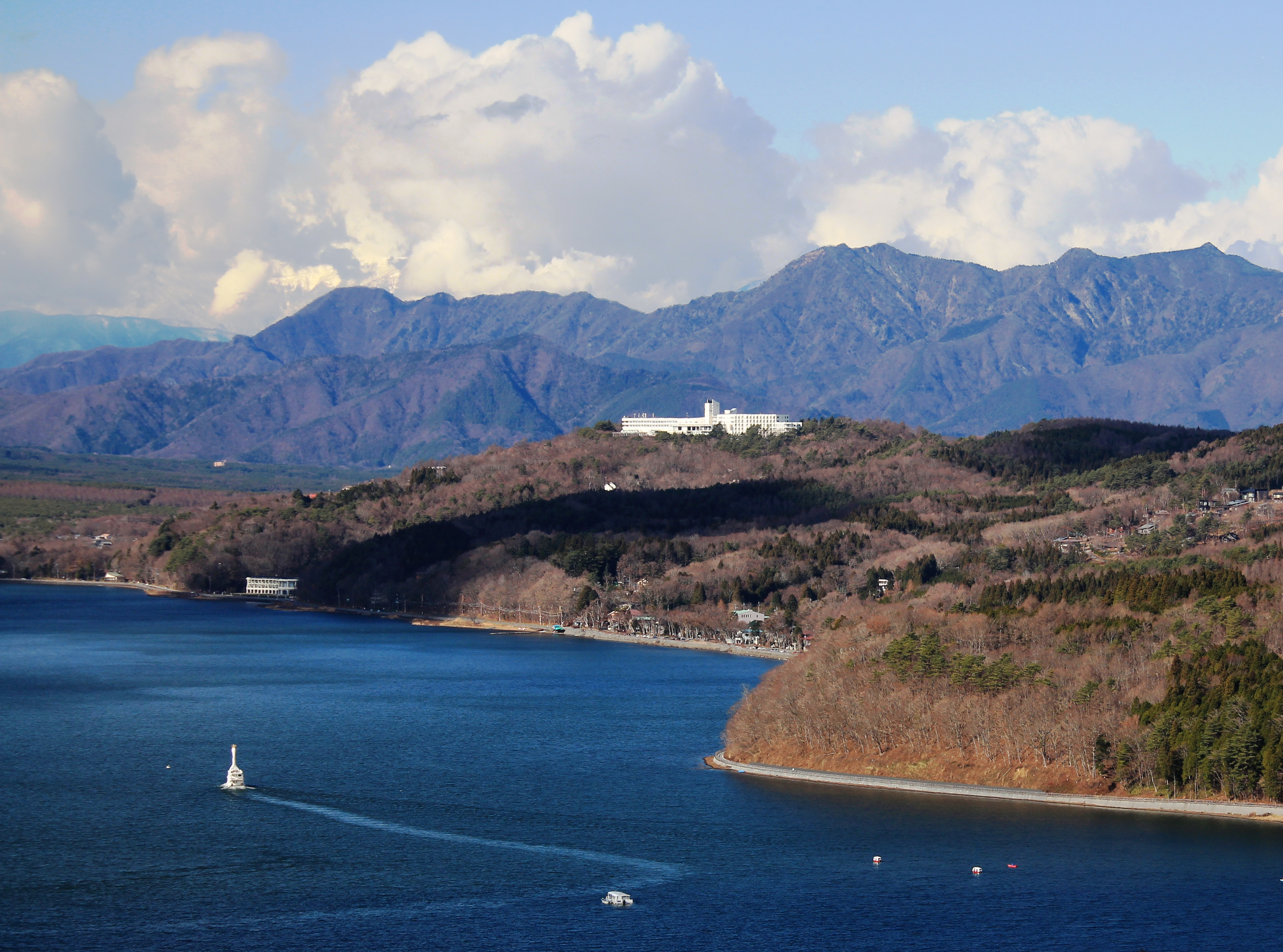
Yamanaka i góry Misaka
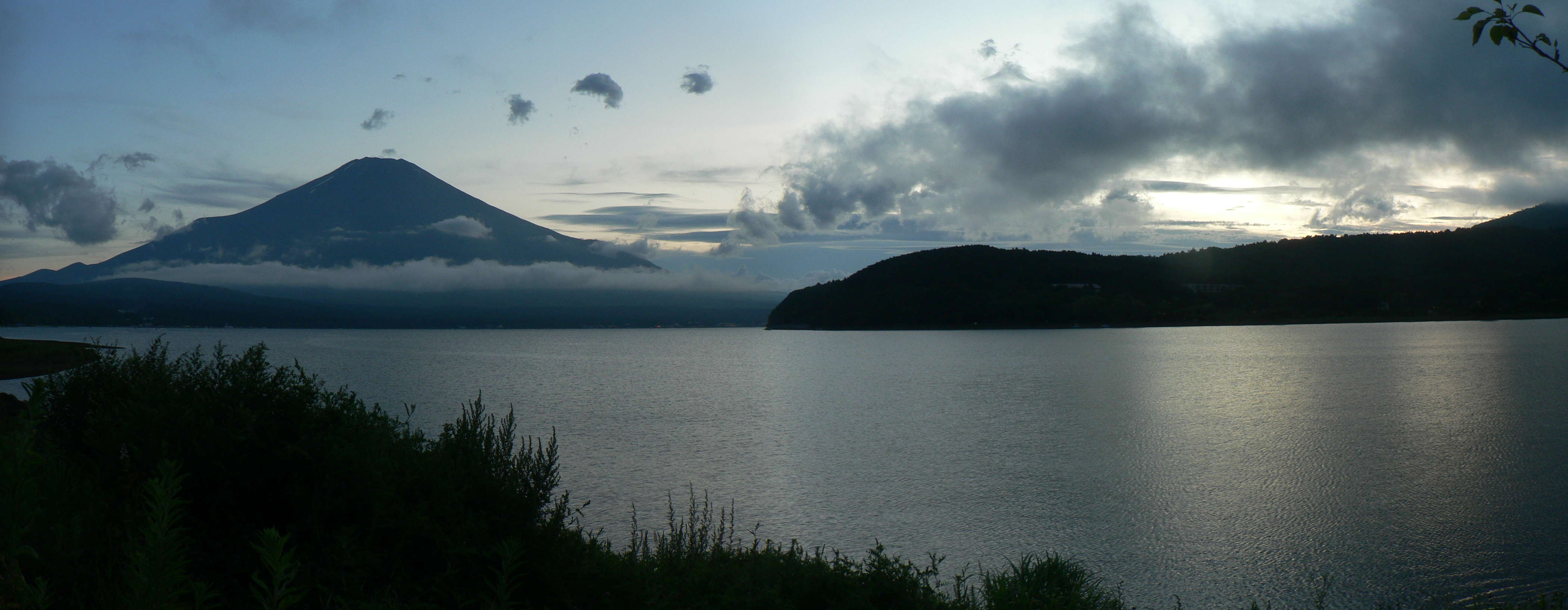
Panorama jeziora Yamanaka i góra Fuji
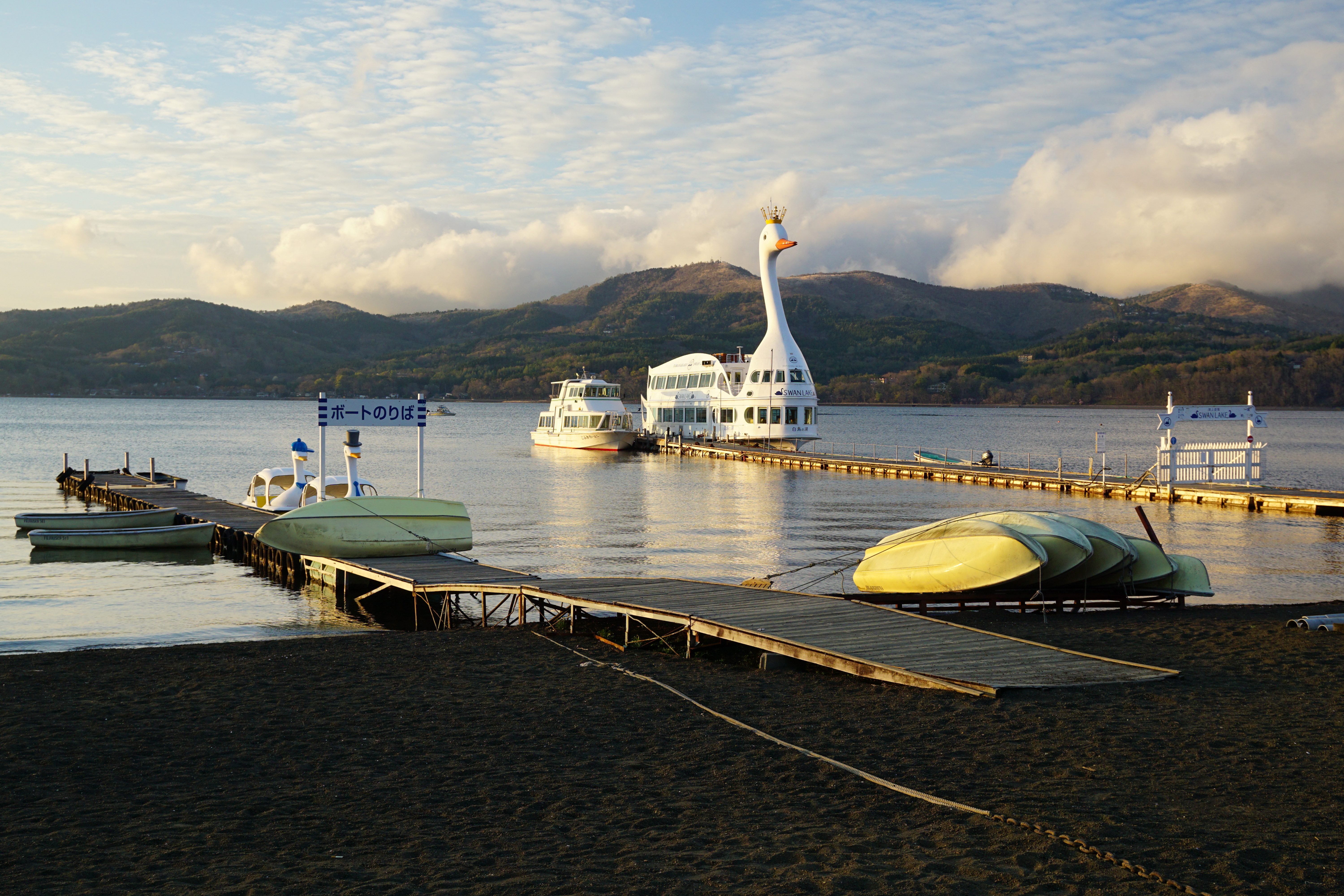
Przystań na jeziorze

## Jezioro Kawaguchi
Do jeziora Kawaguchi łatwo dostać się pociągiem, autobusem lub samochodem. Jest to bowiem atrakcyjny teren wypoczynku wakacyjnego i weekendowego. Można tam znaleźć liczne atrakcje turystyczne, szlaki turystyczne, gorące źródła, nietypowe muzea oraz podziwiać Fuji. Najpiękniejszy widok jest z północnego brzegu zwłaszcza w porze kwitnienia wiśni w połowie kwietnia lub w kolorach jesieni w połowie listopada. Jest to również baza do wspinaczki na najwyższy wulkan Japonii. 

### Muzea
Kubota Itchiku MuseumW muzeum wystawione są kimona stworzone przez Itchiku Kubotę (1917–2003), który spędził życie, przywracając utraconą, dawną sztukę farbowania jedwabiu tsujigahana Wystawione kimona zawierają m.in. wzory natury. Jest też nieskończona praca "Symphony of Light", składająca się z 80 kimon tworzących razem obraz Fuji.
Kawaguchiko Museum of ArtMuzeum mieści czasowe wystawy współczesnych artystów japońskich i zagranicznych, a także stałą wystawę obrazów, grafik i fotografii przedstawiających górę Fuji. Specjalna wystawa obejmuje wiele różnych dziedzin sztuki starożytnej i współczesnej. Wewnątrz muzeum znajduje się sklep i herbaciarnia, gdzie można odpocząć, podziwiając widok na jezioro.
Kawaguchiko Music ForestJest to mały park tematyczny i muzeum poświęcone automatycznym instrumentom muzycznym. W głównej sali prezentowane są zabytkowe pozytywki, organy mechaniczne i inne automatyczne instrumenty muzyczne, głównie z krajów europejskich. Największym z nich są francuskie organy z 1905 roku, które zajmują całą salę i grają co 30 minut. W głównym budynku mieści się także sala koncertowa, w której występują klasycy z całego świata.
Yamanashi Gem MuseumW 2007 roku muzeum zostało przeniesione z Kōfu do Kawaguchiko i przeprojektowane. W budynku w stylu europejskim prezentuje 3 tys. klejnotów i kamieni szlachetnych z Japonii i świata. Yamanashi jest prefekturą numer jeden pod względem wytwórczości klejnotów i wyrobów z metali szlachetnych w Japonii. Są także kryształy, z których jeden waży 1270 kg. Można tam nauczyć się szlifowania surowych kamieni. W sklepie muzealnym można kupić biżuterię i ozdobne drobiazgi po okazyjnej cenie.
Herb HallJest to sklep z ogrodem ziół i szklarnią. Można tam oglądać i kupować zioła, herbatę, suszone kwiaty. Za nim znajduje się Perfume Hall, gdzie można z kolei kupić perfumy, olejki aromatyczne i mydła.

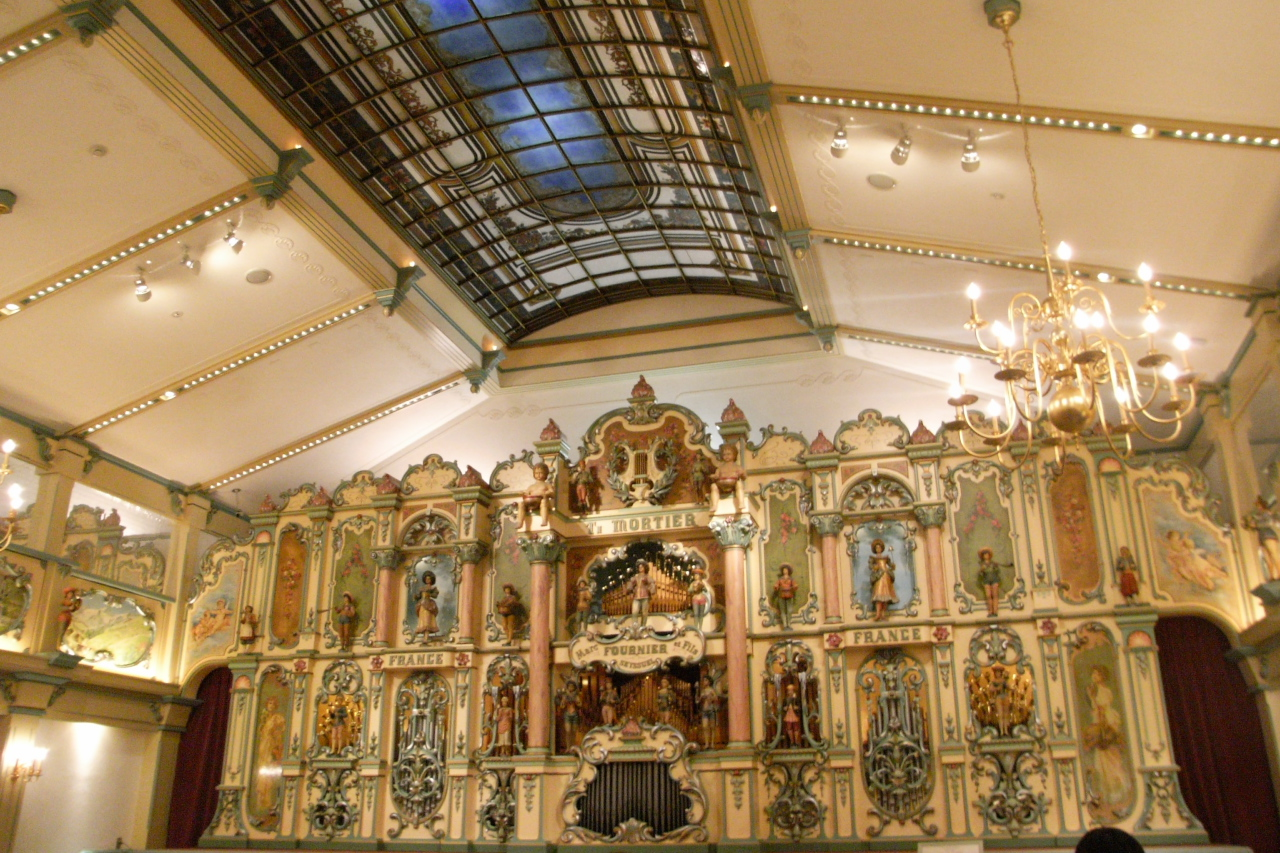
T. Mortier Dance Organ[b], Music Forest Museum
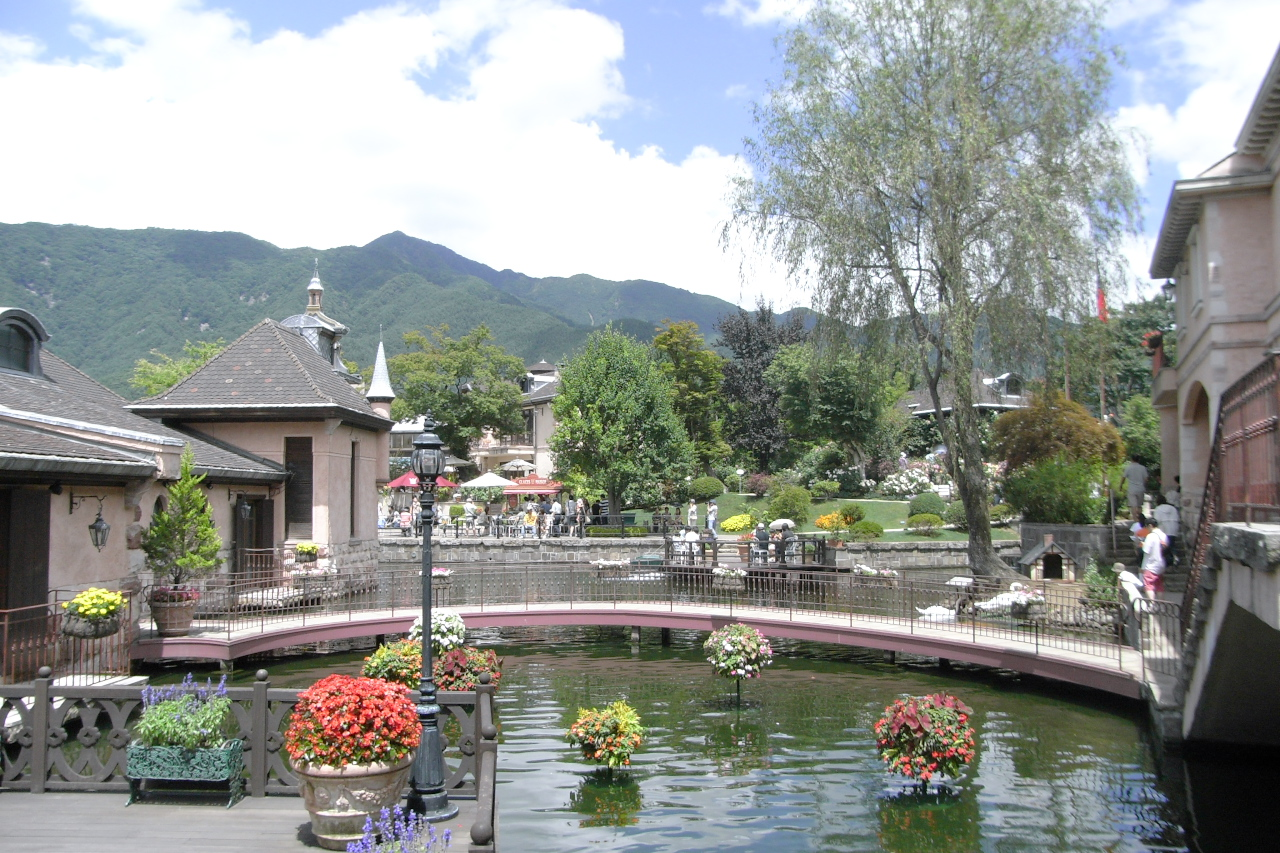
Otoczenie muzeum instrumentów
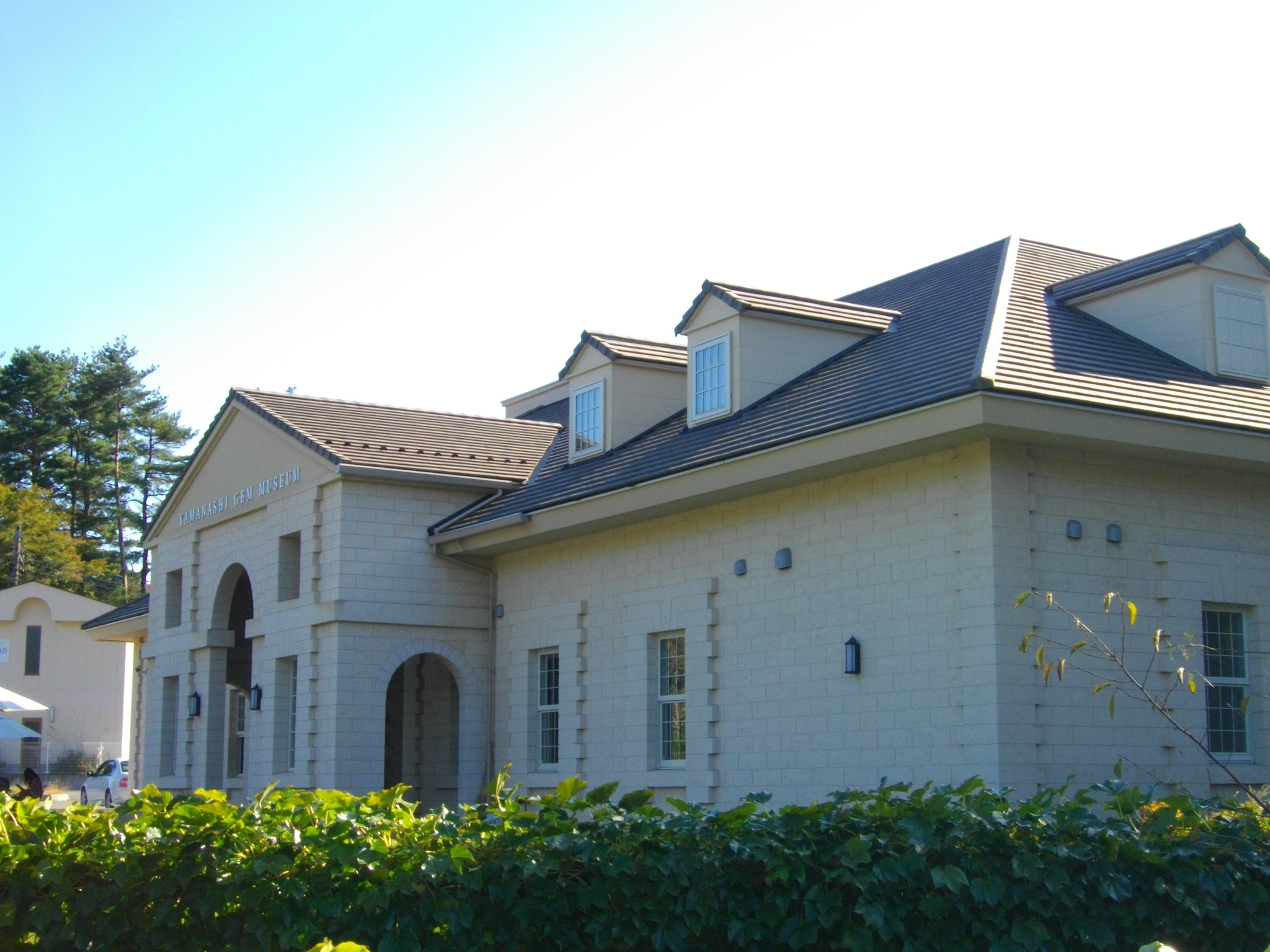
Yamanashi Gem Museum
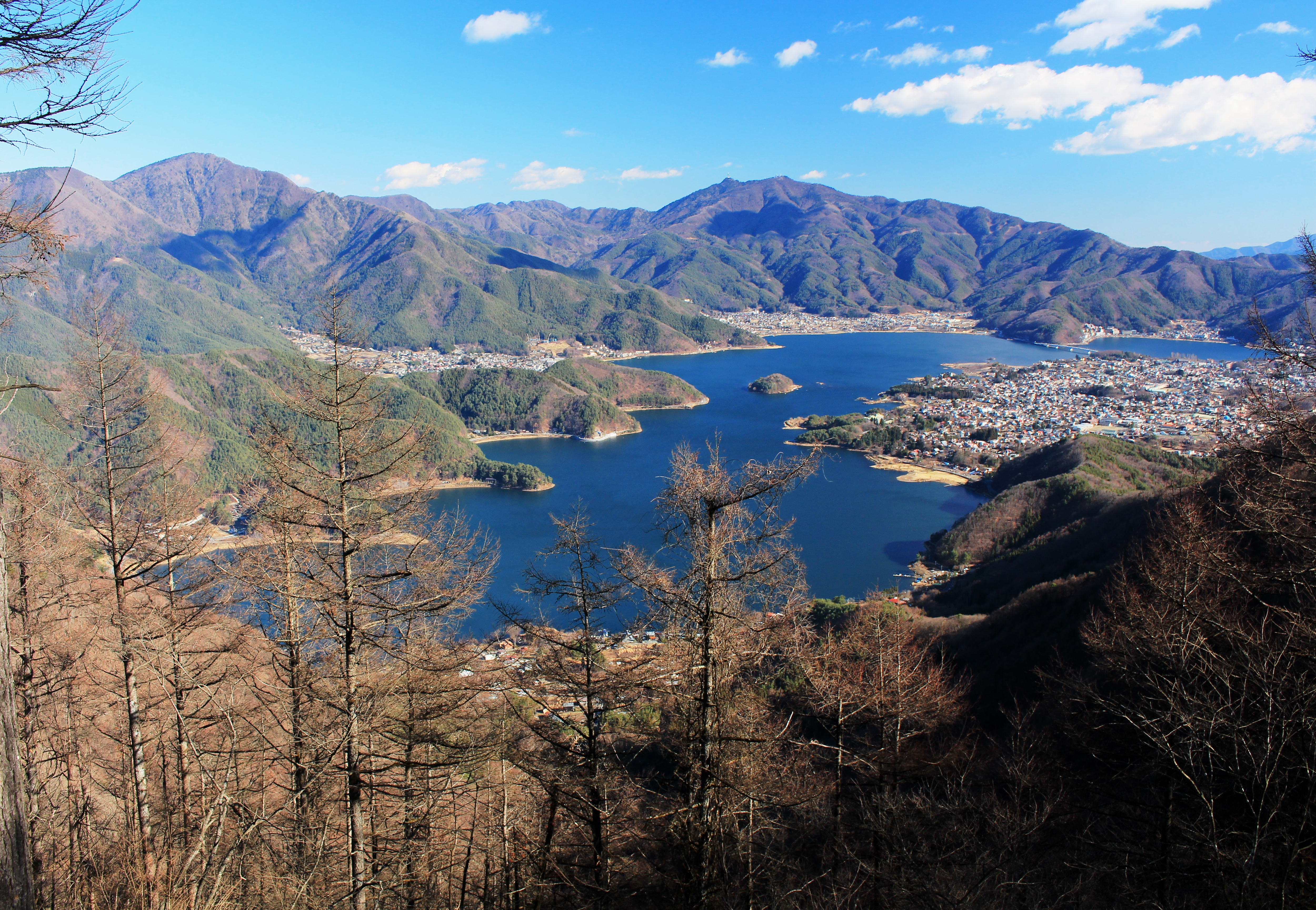
Jezioro Kawaguchi

## Jezioro Sai
Jezioro Sai jest mniejsze niż Kawaguchi, a tereny wokół niego słabo rozwinięte turystycznie. Otoczone zalesionymi górami i kilkoma miejscami wydzielonymi na obozy campingowe. Z jeziorem od południa sąsiaduje las Aokigahara, las samobójców i tajemniczych zaginięć ludzi. Wokół lasu jest kilka jaskiń. Trzy z nich: Ice Cave, Wind Cave i Bat Cave są dostępne dla turystów.
Iyashi no SatoIyashi no Sato to muzeum na otwartym powietrzu i jednocześnie wioska rzemiosła. Została zniszczona przez osuwisko podczas tajfunu w 1966 roku. Obecnie znajduje się tam ponad dwadzieścia domów pokrytych strzechą, przekształconych w sklepy, restauracje, minimuzea i galerie. Każdy ze sklepów-warsztatów specjalizuje się w tradycyjnym rzemiośle, jak: tkactwo, wytwarzanie ceramiki, czy kadzidełek. Niektóre z nich zapraszają odwiedzających do podjęcia własnoręcznych prób wytworzenia tradycyjne produktów, jak np. papier washi, węgiel drzewny, makaron soba, a ponadto poznać lokalną historię i kupić te tradycyjne wyroby rzemiosła.
Jaskinia Nietoperzy (ang. Lake Sai Bat Cave)Największa z trzech jaskiń. Ma 350 m długości, liczne wnęki, niektóre tunele są bardzo niskie.
Jaskinia Lodu (ang. Narusawa Hyoketsu Ice Cave)Nawet podczas lata utrzymuje się w niej temperatura poniżej zera i dlatego była używana z początków XX w. jako magazyn lodu do użycia przez cały rok. Ma długość 150 metrów. Wejście do niej znajduje się przy wschodnim skraju lasu Aokigahara.
Jaskinia Wiatru (ang. Fuji Fugaku Wind Cave)Ma 201 m długości i przeciętną temperaturę 3°C. Jest otoczona gęstą zielenią lasu Aokigahara. W przeszłości była wykorzystywana jako magazyn i lodówka. Do 1955 roku były w niej przechowywane m.in. kokony jedwabników

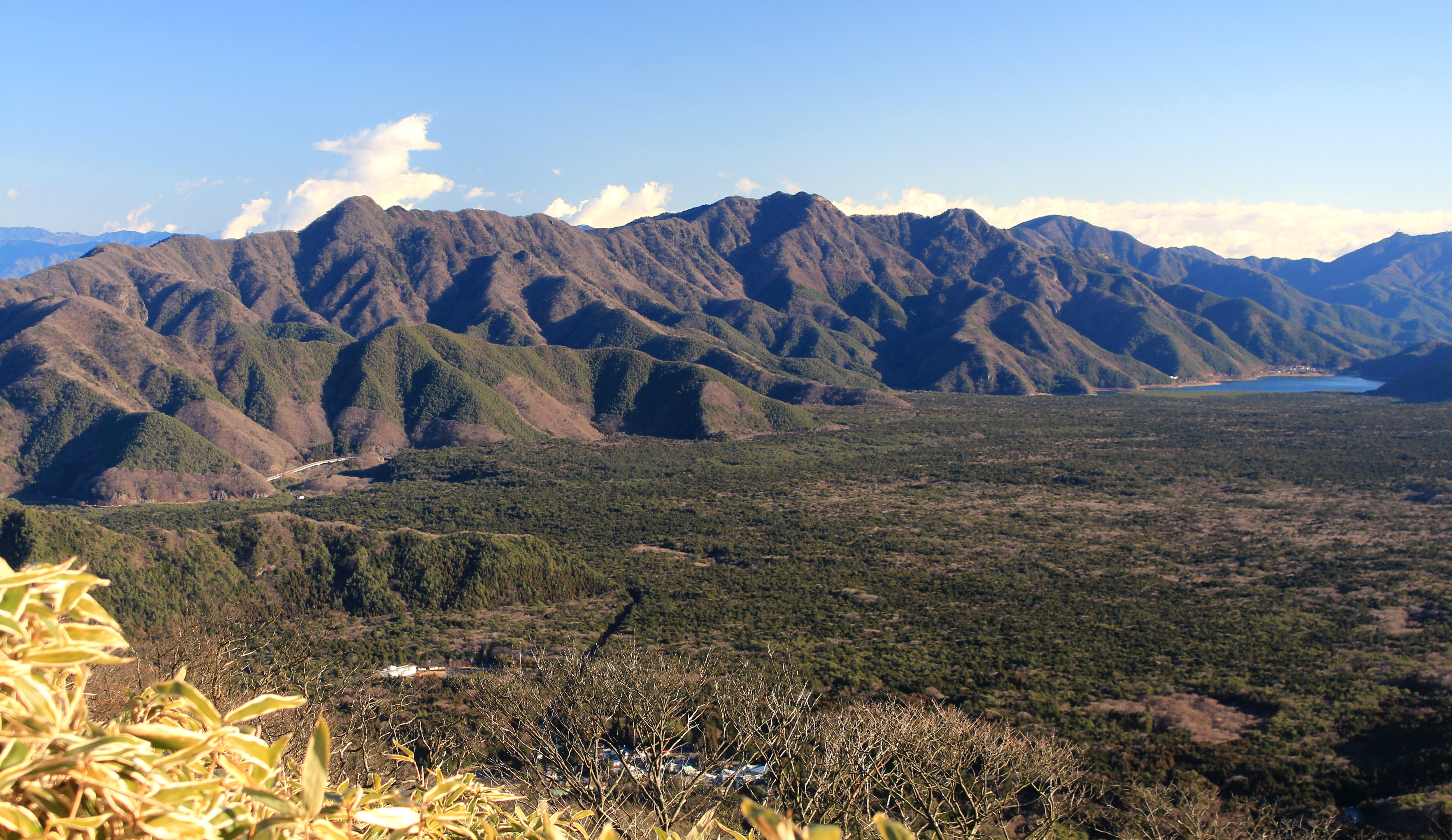
Las Aokigahara, góry Misaka i w głębi jezioro Sai
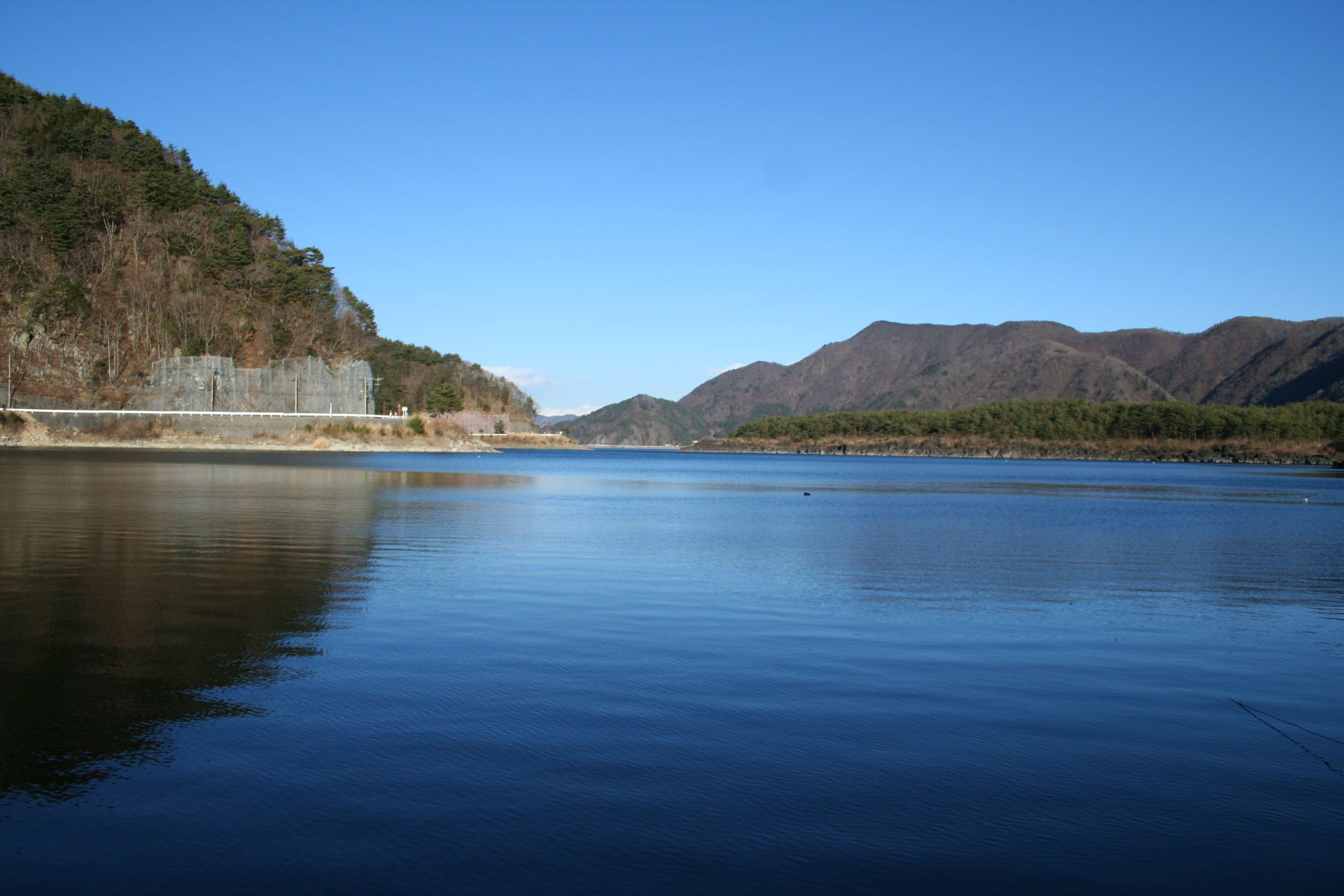
Zachodni kraniec jeziora Sai
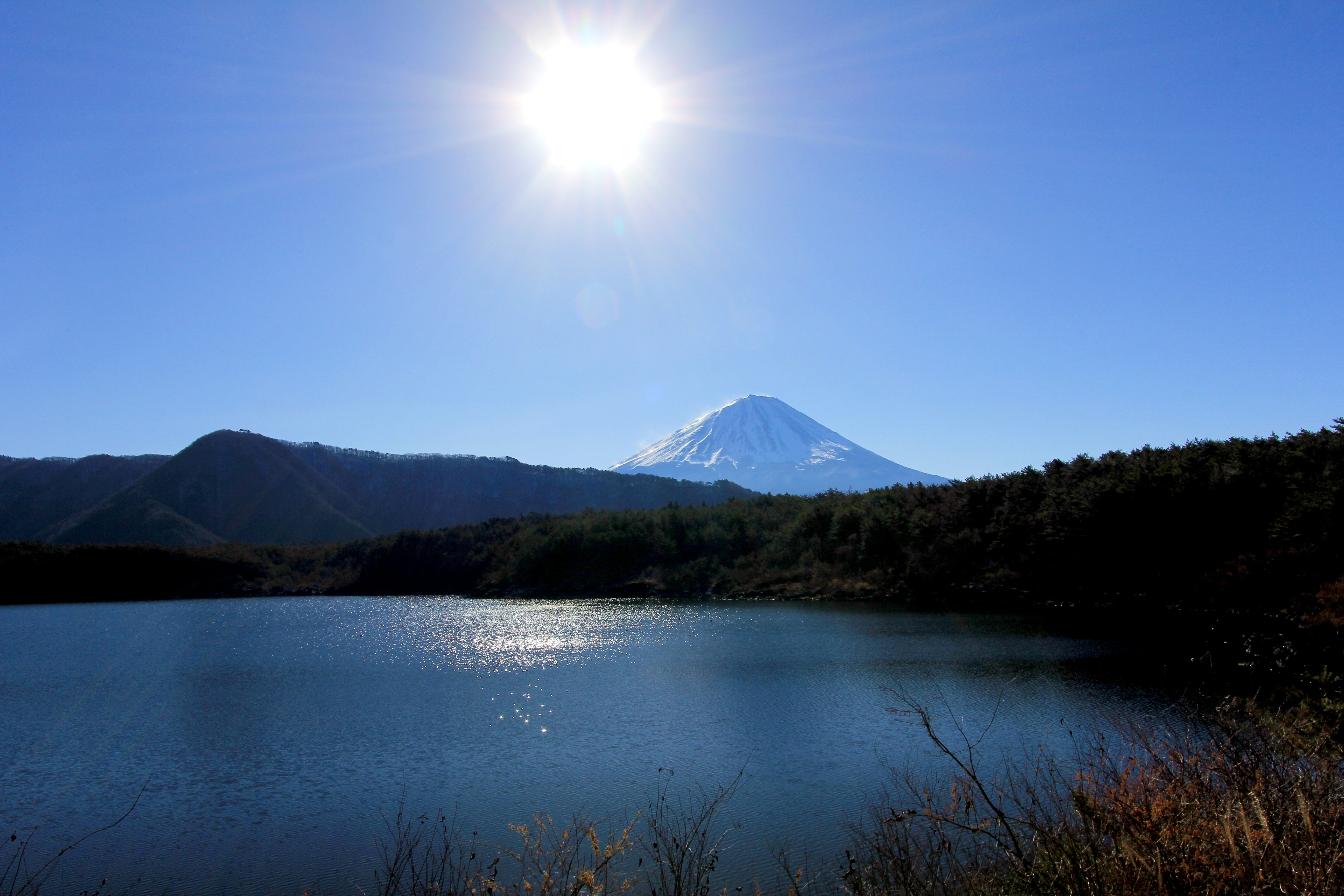
Sai i Fudżi

## Jezioro Shōji
Jest najmniejsze spośród pięciu jezior, 5 km na zachód od Sai. Słabo rozwinięte turystycznie. Wraz z dwoma sąsiadami powstało, gdy lawa płynąca z góry Fudżi podzieliła duże prehistoryczne jezioro na trzy mniejsze. Graniczy z lasem Aokigahara. Oferuje piękne widoki Fudżi, ale pozostaje w dużej mierze niezagospodarowane, z wyjątkiem kilku hoteli wokół północnego brzegu, z których roztacza się wspaniały widok na Fudżi. Wokół jeziora popularne są piesze wędrówki, kemping i wędkarstwo, ale także sporty wodne..

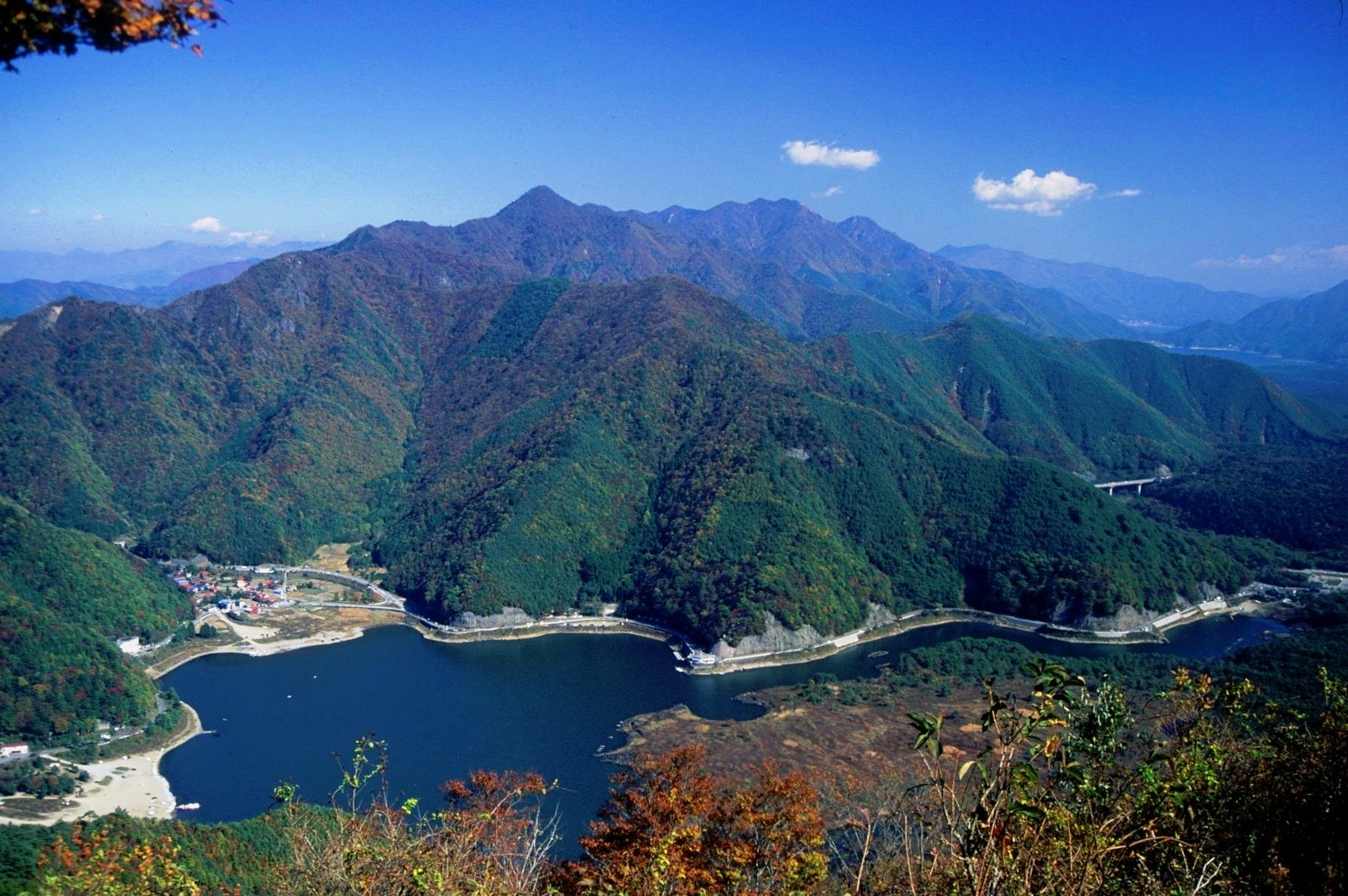
Jezioro Shōji
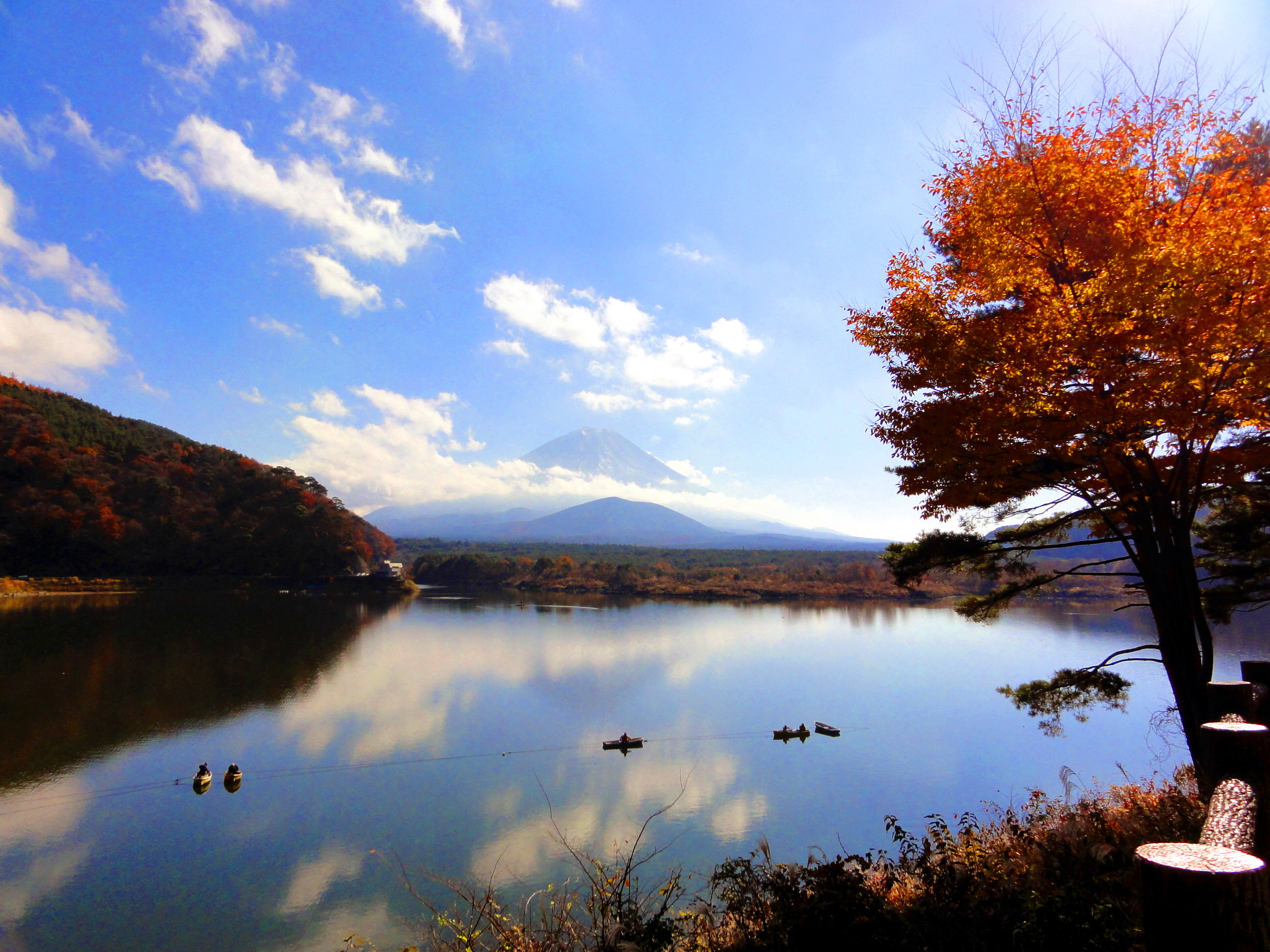
Jezioro Shōji jesienią
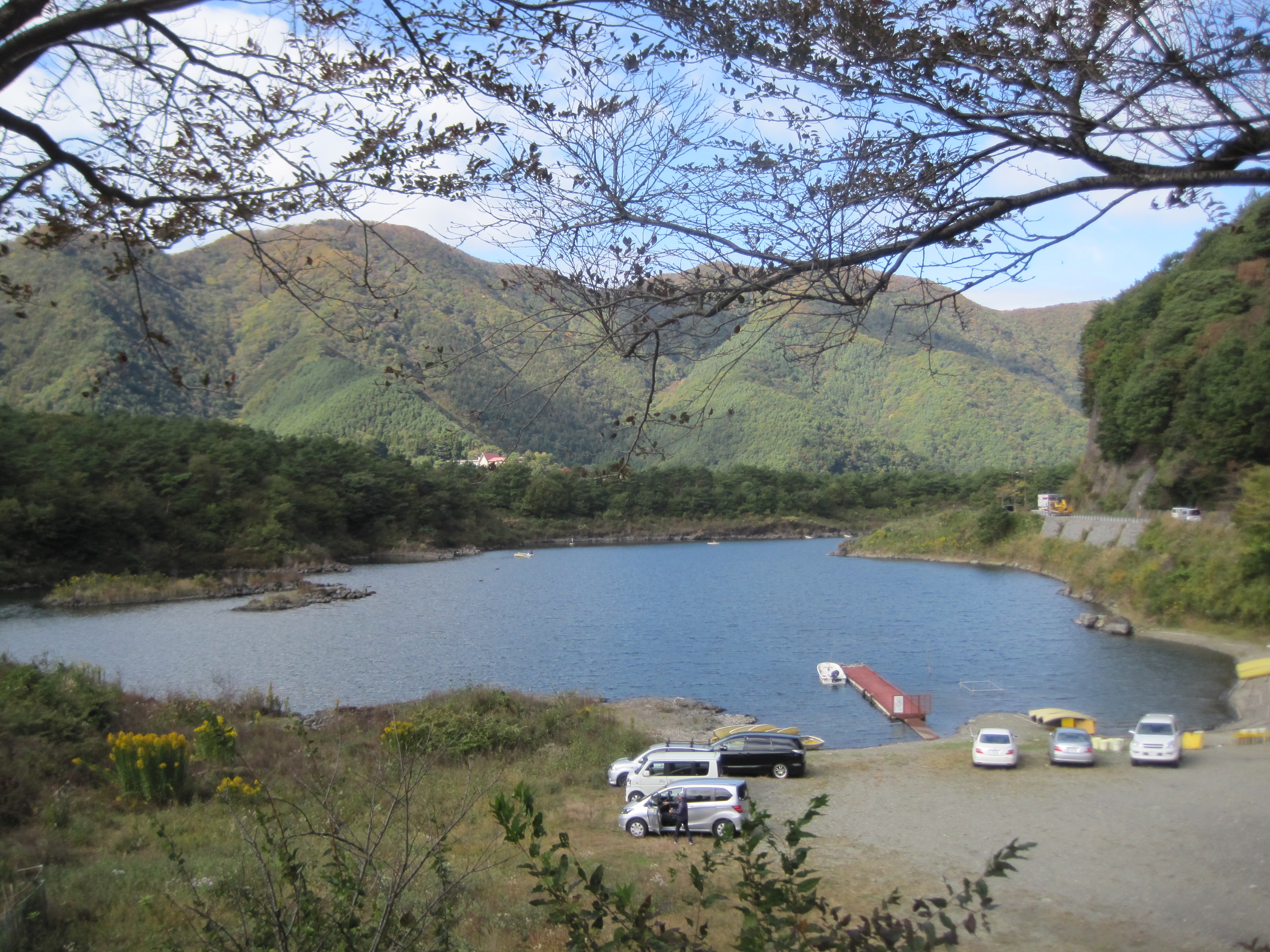
Panorama jeziora

## Jezioro Motosu
Spośród pięciu jezior jest położone najbardziej na zachód. Zostało umieszczone na rewersie banknotu o nominale 1000 jenów (serii E), który pojawił się w obiegu w 2004 roku. Jezioro jest trudno dostępne komunikacją miejską i w dużej mierze niezagospodarowane, z wyjątkiem kilku kempingów wokół jego brzegów. Motosu powstało, gdy erupcja Fudżi rozdzieliła większe prehistoryczne jezioro na trzy mniejsze jeziora w IX wieku. Powstały wtedy trzy jeziora: Motosu, Sai i Shōji.

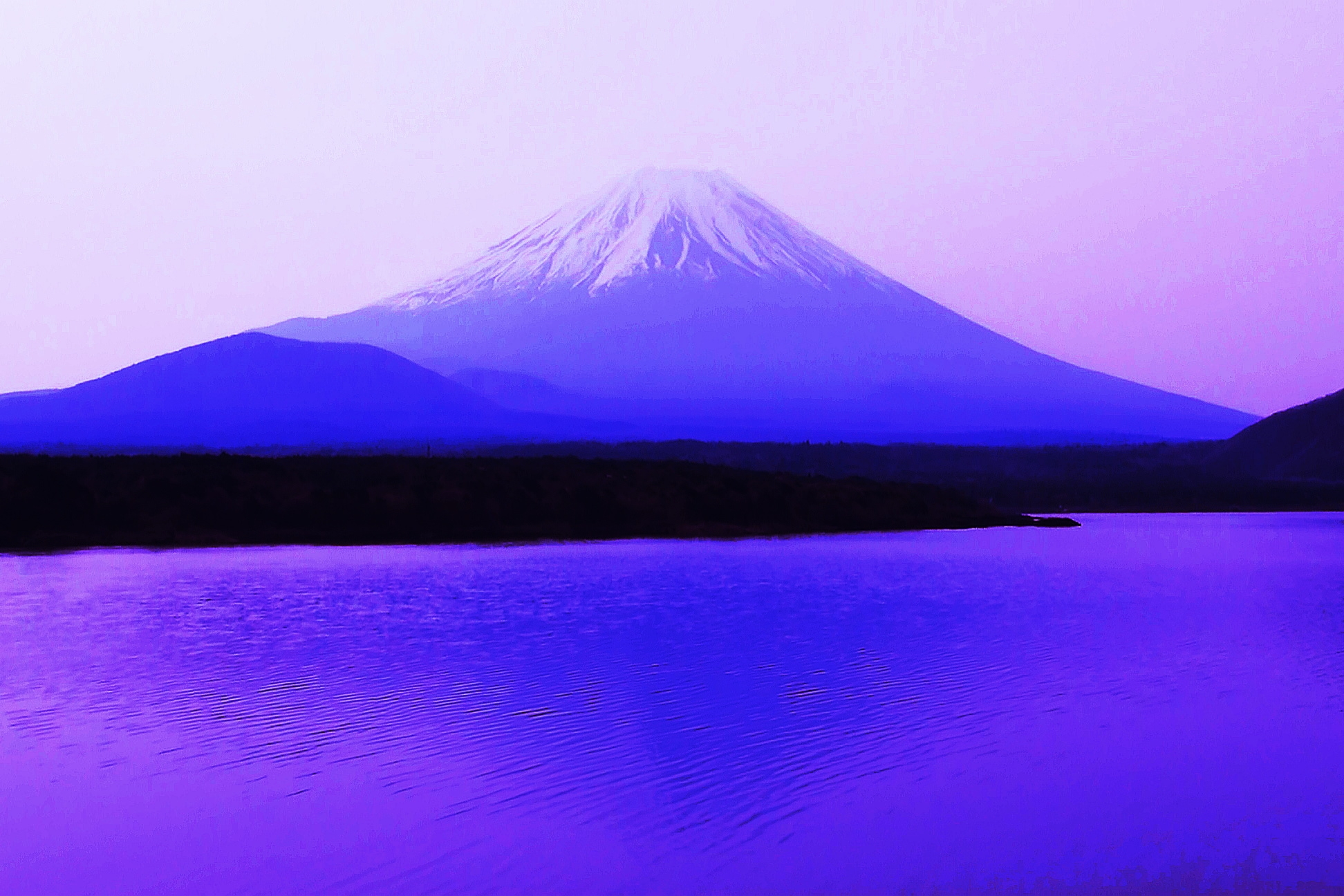
Motosu przed świtem
Motosu i Fuji
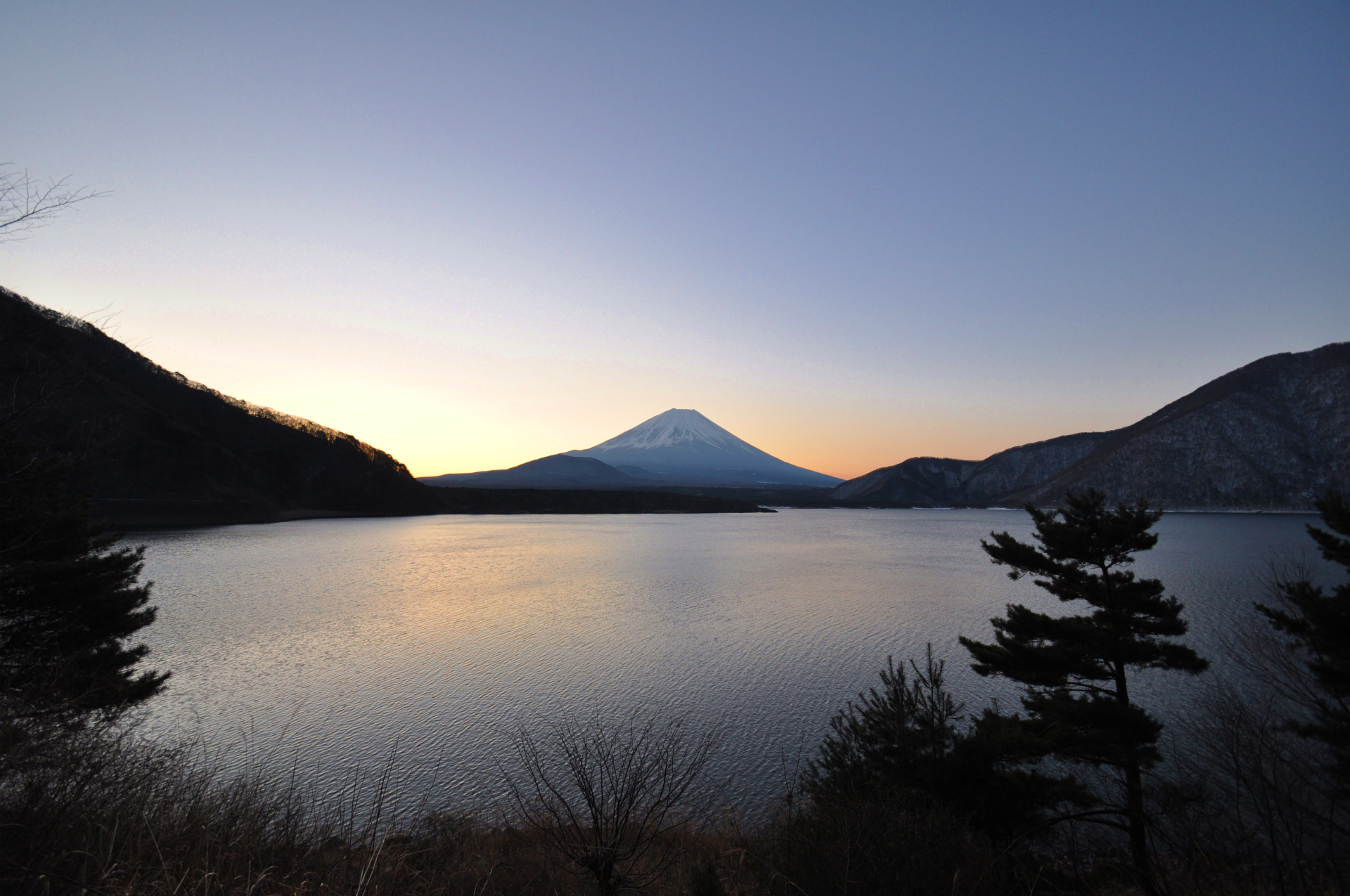
Jezioro Motosu